# Remy (Oklahoma)
Remy es un lugar designado por el censo ubicado en el condado de Sequoyah en el estado estadounidense de Oklahoma. En el Censo de 2010 tenía una población de 562 habitantes y una densidad poblacional de 44,98 personas por km².

## Geografía
Remy se encuentra ubicado en las coordenadas 35°27′41″N 94°29′58″O / 35.46139, -94.49944. Según la Oficina del Censo de los Estados Unidos, Remy tiene una superficie total de 20.11 km², de la cual 33.31 km² corresponden a tierra firme y (0.76%) 0.15 km² es agua.

## Demografía
Según el censo de 2010, había 562 personas residiendo en Remy. La densidad de población era de 44,98 hab./km². De los 562 habitantes, Remy estaba compuesto por el 84.88% blancos, el 0.18% eran afroamericanos, el 10.32% eran amerindios, el 0.36% eran asiáticos, el 0% eran isleños del Pacífico, el 0.71% eran de otras razas y el 3.56% pertenecían a dos o más razas. Del total de la población el 3.74% eran hispanos o latinos de cualquier raza.